# 满蒙开拓青少年义勇军
满蒙开拓青少年义勇军是指日本从内地向满洲国输送16至19岁的青少年作为殖民地开拓者的制度，也是以满蒙开拓团为代表的满蒙开拓移民政策的后期主要形式。

## 背景

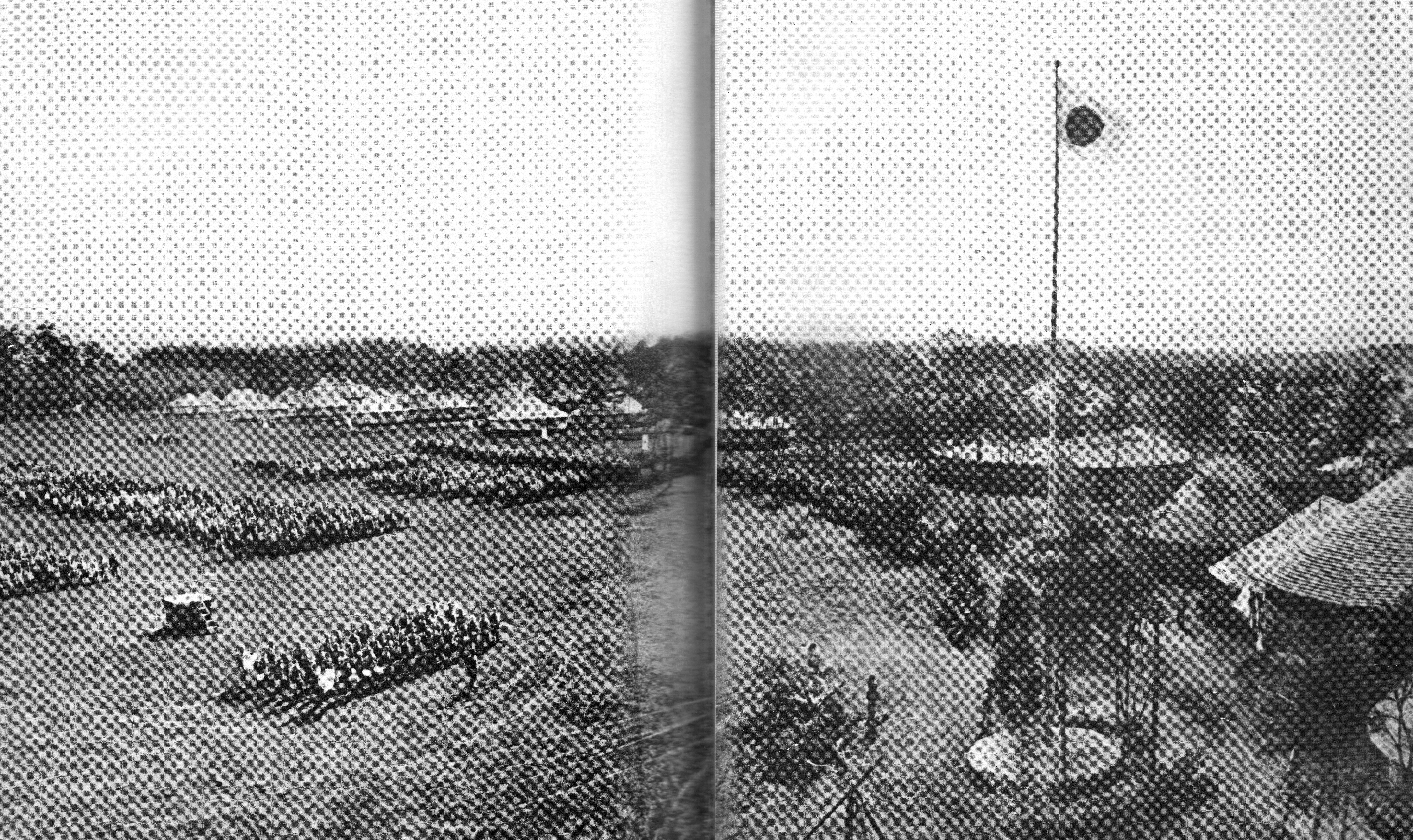
内原训练营

从1932年（昭和7年）满洲国建立到覆亡，满蒙开拓移民政策的主导权一直掌握在驻扎于满洲（现中国东北地区，以下称“满洲”）的关东军手中。这一满洲移民事业的开展主要分为以下三个阶段:
| 阶段 | 时期       | 年代          | 说明                                                       |
| ---- | ---------- | ------------- | ---------------------------------------------------------- |
| 1    | 移民实验期 | 1932年-1936年 | 调研并实验日本农民移民满洲的可能性                         |
| 2    | 正式移民期 | 1936年-1941年 | 日本农民受满蒙开拓移民政策主导和影响下大量涌入满洲地区     |
| 3    | 移民衰落期 | 1942年-1945年 | 向满洲地区输送日本农民的计划停滞不前，最终导致计划全面失败 |

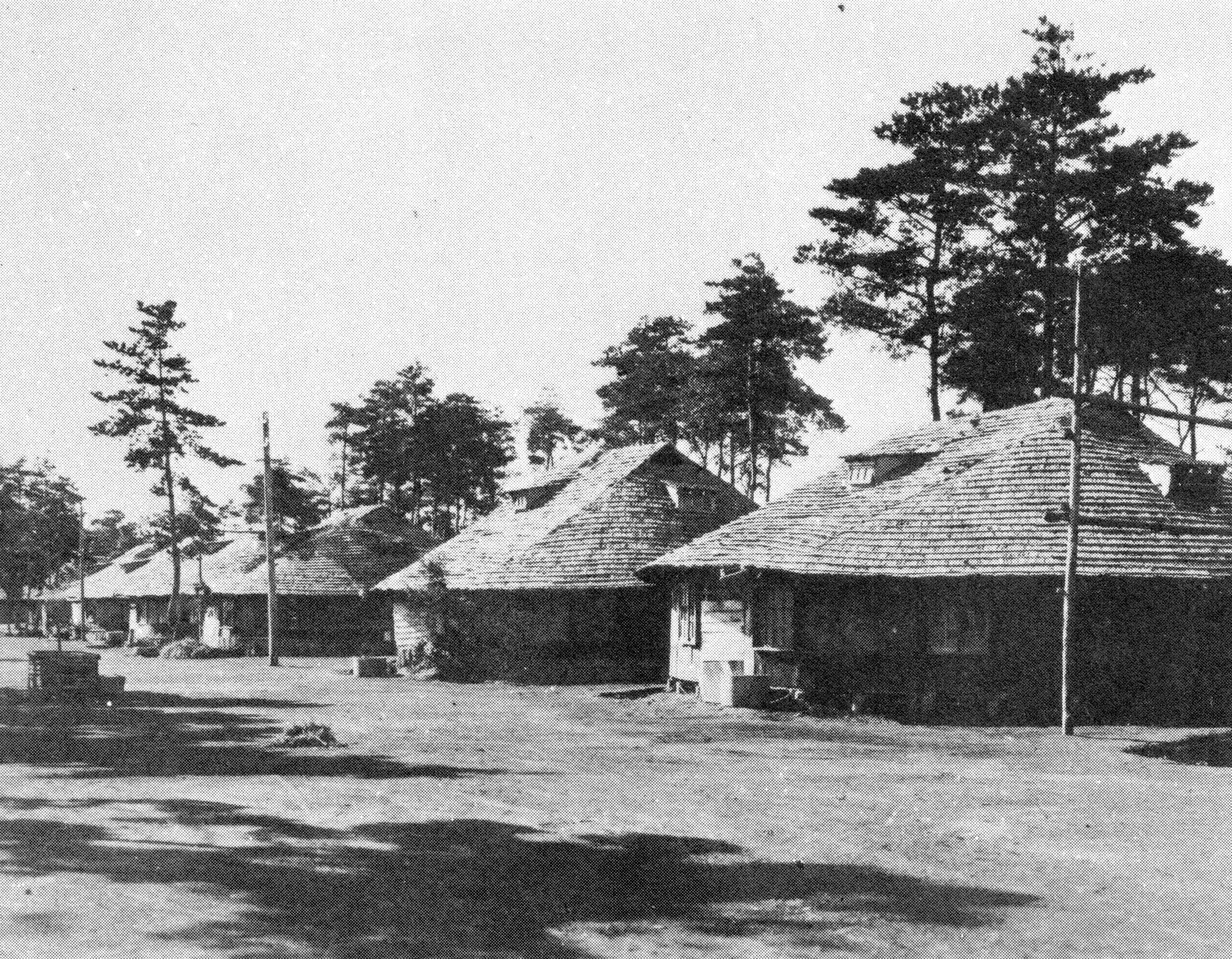
内原训练营里的日轮兵舍

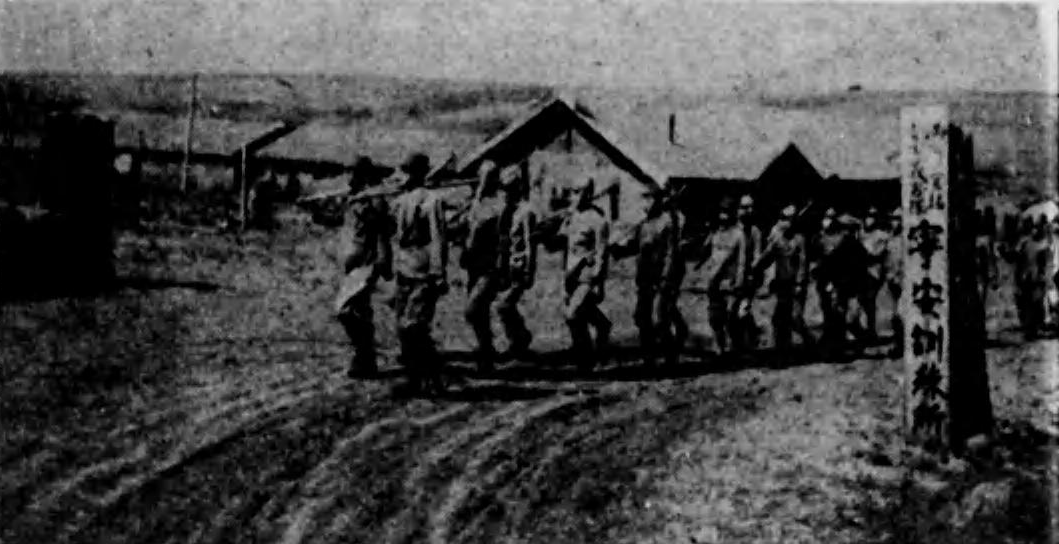
宁安训练营。1938年4月21日，第一批满蒙开拓青少年义勇军的680名先遣队成员在位于宁安市和伊拉哈镇的两个殖民地训练营里。

在上述移民调研和实验期间，关东军也制定了“满洲大规模移民”方案，并不断要求日本政府通过并实施该方案，但未能得到日本政府特别是大藏省的支持。但是，随着二二六兵变的发生，军部在政治领域的发言权得到了飞跃性的提升，并为关东军实施“满洲大规模移民”方案提供了绝佳机会。同年，“满洲农业移民百万户移住计划”正式制定，并确立成为广田内阁七大国策之一的“二十年送出百万户计划”（见上表中的“正式移民期”）。1937年（昭和12年），中日战争全面爆发，由于战争所需的大量动员和劳动力需求，要确保大量成人劳动力移民满洲则变得非常困难。

## 沿革
1937年11月3日，题为《关于满蒙开拓移民编制的建议白皮书》的提议书被提交给了包含首相近卫文麿在内的所有内阁成员。签署此提议书的人包括农村更生协会理事长石黑忠笃、满洲移民协会理事长大藏公望、理事桥本传左卫门、那须皓和加藤完治等6人。拓务省正因缺乏满洲移民所需的成年劳力而困窘，因而这份白皮书算是“雪中送炭”。拓务省立即起草了《关于向满洲输送青少年移民的方案》 ，并在11月30日的内阁会议上作出通过方案的决定。同年12月，《满洲青年移民实施要点》出台。

## 募集义勇军
1938年（昭和13年）1月，根据《满洲青年移民实施要点》方针，对义勇军的招募相继开始。根据招募要求，只要符合学历为小学毕业、年龄在16到19岁之间、身体健康，并且得到父母同意，任何人都可以报名参加。命名为青少年义勇军而非青少年移民，是为了吸引当时受到高涨的军国主义意识形态影响的青少年。该计划也如愿招募到了很多以高等小学成绩优秀者乃至中间水平的青少年。尽管原则上是自由报名，但实际情况则是当局确定了向各省分配的名额，再由各省确定了向各学校分配的名额。相应地，各高等小学的负责教师鼓励毕业生主动申请该计划。学校教育系统在招募青少年义勇军中起到了非常大的作用。

## 派驻满洲前的准备
将各都道府县选拔出300名义勇军作为前期标准中队，由加藤完治担任训练所所长，并在茨城县内原的满蒙开拓移民训练所（即内原训练所）接受为期三个月的学习、武术、体育和农活基础训练，并在随后进入到满洲的训练所再接受3个月的训练，之后作为义勇队开拓团进行殖民。。在这个培训期间，训练营向义勇军成员灌输满洲国五族协和的政治理念，这种政治灌输将有助于成员在满洲国的拓荒并促进满洲地区的发展，以达到日满一体化。

## 开拓团实际情况
从1938年至1945年日本战败的这8年间，满蒙开拓青少年义勇军计划共将86,000名青年移民输送往满洲地区。这占满蒙开拓移民总人员的30% ，可以说是满蒙开拓移民不可或缺的一部分。但是，从实际情况来看，这些开拓团仅由青少年构成，开拓团的状况比较取决于团干部的力量。另外，青少年义勇军开拓团的开拓环境也往往比其他开拓团更为恶劣。在这种情况下，有些开拓团组织团结一致，坚持开拓理想；但有些组织条件由于相对恶劣，而且缺乏有能力的团干部，使得一些团员不堪精神压力而生活颓废。在殖民地开拓团里暴力事件和与周边农村的摩擦也层出不穷。